# Pipistrellus ceylonicus
Pipistrellus ceylonicus là một loài động vật có vú trong họ Dơi muỗi, bộ Dơi. Loài này được Kelaart mô tả năm 1852.